# 陳禹謨 (萬曆進士)
陳禹謨（1548年—1621年），字孟文，號心抑，浙江杭州府仁和縣人，匠籍，明朝政治人物。

## 生平
隆慶四年（1570年）庚午科浙江鄉試第十七名舉人，萬曆五年（1577年）中式丁丑科會試第一百九十一名，三甲第一百二十二名進士。授中书舍人，擢福建道监察御史，十七年（1589年）巡盐两淮，十九年（1591年）巡按江西，所至以简肃称。还京，户科左给事中孟养浩疏请豫教，被廷杖阙下，陈禹谟上疏力谏，将一同被廷杖，阁臣具揭救得免，乞终养归，里居十年，起补巡漕御史，升太仆寺添注少卿，四十年（1612年）十二月升太仆寺少卿，四十二年（1514年）二月升太仆寺卿，八月升都察院右佥都御史、抚治郧阳，四十六年（1618年）二月以三年考满，给诰敕，泰昌元年（1620年）八月升刑部左侍郎，天启元年（1621年）卒于官，二年（1622年）三月赠刑部尚书，四月予原任刑部左侍郎陈禹谟并妻李氏、张氏祭葬如例。

## 家族
曾祖陳琓；祖父陳景祥；父陳洪濛，都察院右副都御史。母韓氏（封恭人）。從弟陳益謨，弟陳皋謨、陳夔謨、陳契謨。